# Tim Wright
Tim Wright (1952 – 4. srpna 2013) byl americký baskytarista. V roce 1975 spolu s Davidem Thomasem založil skupinu Pere Ubu, se kterou nahrál několik singlů a hrál v několika písních z debutového alba The Modern Dance, ale brzy ze skupiny odešel. V roce 1978 se přestěhoval do New Yorku a začal hrát s no wave skupinou kytaristy Arto Lindsaye nazvanou DNA. Skupina se rozpadla v roce 1982. V roce 1981 spolupracoval s Davidem Byrne a Brianem Eno na jejich albu My Life in the Bush of Ghosts.